# قاعدة بيانات الأمراض
قاعدة بيانات الأمراض (بالإنجليزية: Diseases Database)‏ هو موقع طبي مجاني باللغة الإنجليزية يوفر معلومات عن الأمراض من بداية العلامات والأعراض حتى طرق العلاج.
الهدف المعلن للموقع هو "التعليم، والقراءة الأساسية، والاهتمام العام" ويستهدف "الأطباء، وغيرهم من العاملين في مجال الرعاية الصحية السريرية، وطلاب هذه المهن". محرر الموقع هو مالكولم هـ. دنكان، طبيب معتمد من المملكة المتحدة.

## وصلات خارجية
قاعدة بيانات الأمراض